# Arianna Errigo
Arianna Errigo (ur. 6 czerwca 1988 w Monzy) – włoska florecistka, trzykrotna medalistka olimpijska oraz wielokrotna mistrzostw świata i Europy.

## Kariera
W 2004 roku zdobyła złoto w indywidualnej rywalizacji kadetek oraz brąz drużynowo na mistrzostwach świata juniorów w Płowdiwie. Na rozgrywanych rok później mistrzostwach świata juniorów w Linzu zdobyła indywidualnie srebrny medal. Podczas mistrzostw świata juniorów w Taebaek (2006) zdobyła złoto drużynowo i srebro indywidualnie. Dwa medale zdobyła również podczas mistrzostw świata juniorów w Belek (2007), gdzie była najlepsza drużynowo i trzecia indywidualnie.
Na igrzyskach olimpijskich w Londynie w 2012 roku wspólnie z Elisą Di Franciscą, Ilarią Salvatori i Valentiną Vezzali wywalczyła złoty medal w rywalizacji drużynowej. Na tej samej imprezie zdobyła także srebro indywidualnie, przegrywając w finale z Di Franciscą 11:12. Na rozgrywanych cztery lata później igrzyskach w Rio de Janeiro zajęła dziewiątą pozycję w rywalizacji indywidualnej. Brała też udział w igrzyskach olimpijskich w Tokio, gdzie Włoszki w składzie: Alice Volpi, Arianna Errigo, Martina Batini i Erica Cipressa zajęły trzecie miejsce w rywalizacji drużynowej. Indywidualnie zajęła tym razem piąte miejsce.
Wielokrotnie zdobywała medale mistrzostw świata w zawodach drużynowych, w tym złote na MŚ w Antalyi (2009), MŚ w Paryżu (2010), MŚ w Budapeszcie (2013), MŚ w Kazaniu (2014), MŚ w Moskwie (2015), MŚ w Lipsku (2017), MŚ w Kairze (2022) i MŚ w Mediolanie (2023) oraz srebrne podczas MŚ w Katanii (2011), MŚ w Rio de Janeiro (2016), MŚ w Wuxi (2018) i MŚ w Budapeszcie (2019)). Ponadto zwyciężała w rywalizacji indywidualnej na MŚ w Budapeszcie (2013) i MŚ w Kazaniu (2014), była druga podczas MŚ w Paryżu (2010), MŚ w Kairze (2022) i MŚ w Mediolanie (2023) oraz trzecia na MŚ w Antalyi (2009), MŚ w Moskwie (2015), MŚ w Lipsku (2017), MŚ w Wuxi (2018) i MŚ w Budapeszcie (2019).
Wielokrotnie zdobywała również medale mistrzostw Europy, w tym złote: indywidualnie na mistrzostwach Europy w Toruniu (2016) i mistrzostwach Europy w Tbilisi (2017) oraz drużynowo na mistrzostwach Europy w Płowdiwie (2009), mistrzostwach Europy w Lipsku (2010), mistrzostwach Europy w Sheffield (2011), mistrzostwach Europy w Legnano (2012), mistrzostwach Europy w Zagrzebiu (2013), mistrzostwach Europy w Strasburgu (2014), mistrzostwach Europy w Montreux (2015), mistrzostwach Europy w Tbilisi (2017), mistrzostwach Europy w Nowym Sadzie (2018) i mistrzostwach Europy w Antalyi (2022).